# Toukola
Toukola (suédois : Majstad) est un quartier d'Helsinki, la capitale finlandaise. Il appartient au district de Vanhakaupunki.

## Description
Toukola est situé entre la rue de Vanhankaupunginlahti et Kustaa Vaasan tie des deux côtés de Hämeentie. 
Le quartier comprend les sections Toukola et Arabianranta située sur les rives de la baie Vanhankaupunginlahti, qui a été l'un des nouveaux chantiers de construction les plus importants d'Helsinki au XXIe siècle.
Le quartier de Toukola est divisé en deux sous-sections : Toukola (1 452 habitants) et Arabianranta (7 298 habitants). Le quartier compte au total environ 8 750 habitants (31.12.2020).
Toukola a une superficie de 0,94 km2.

## Galerie

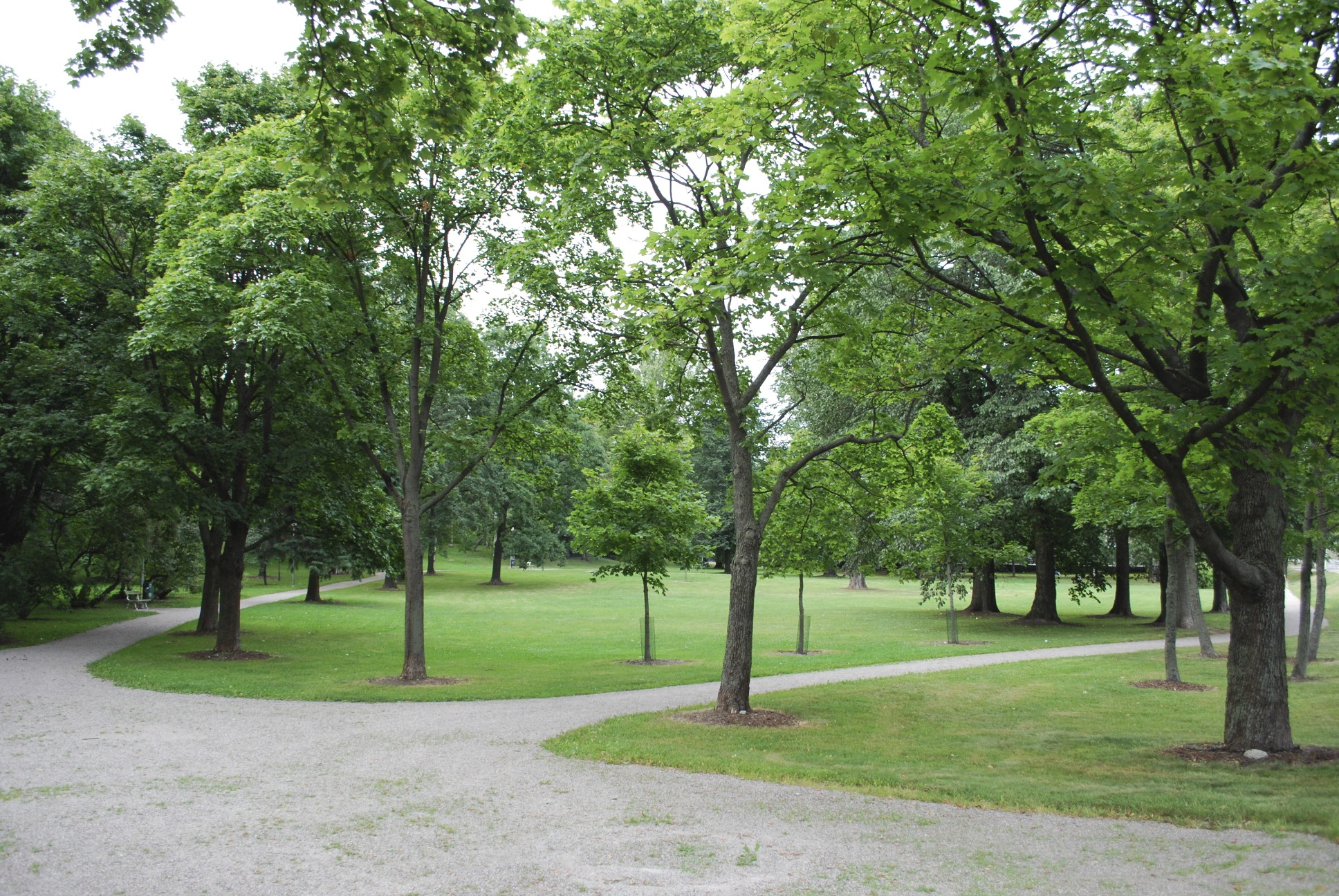
Parc de Kumtähti
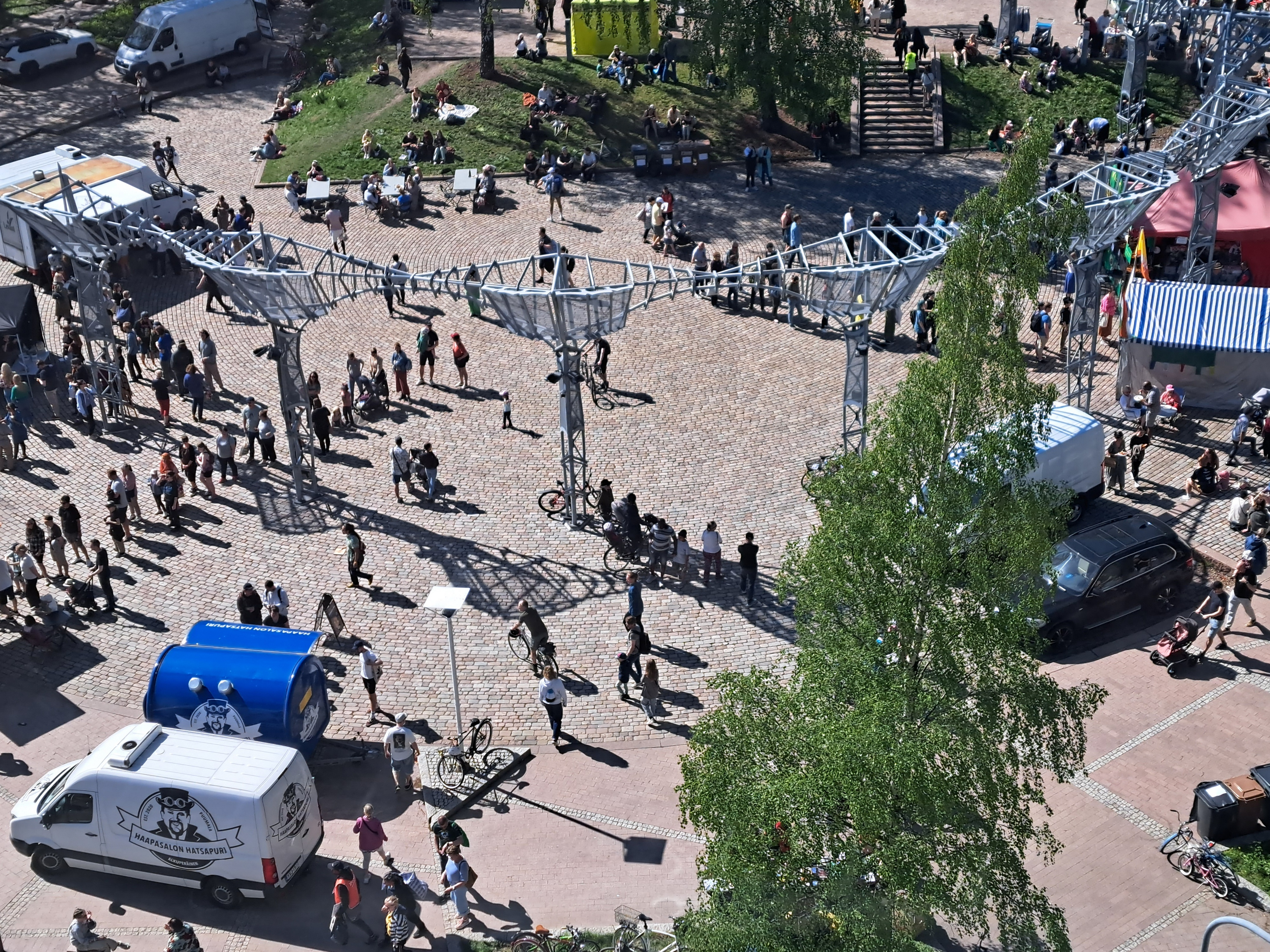
Parc d'Arabianmäki.

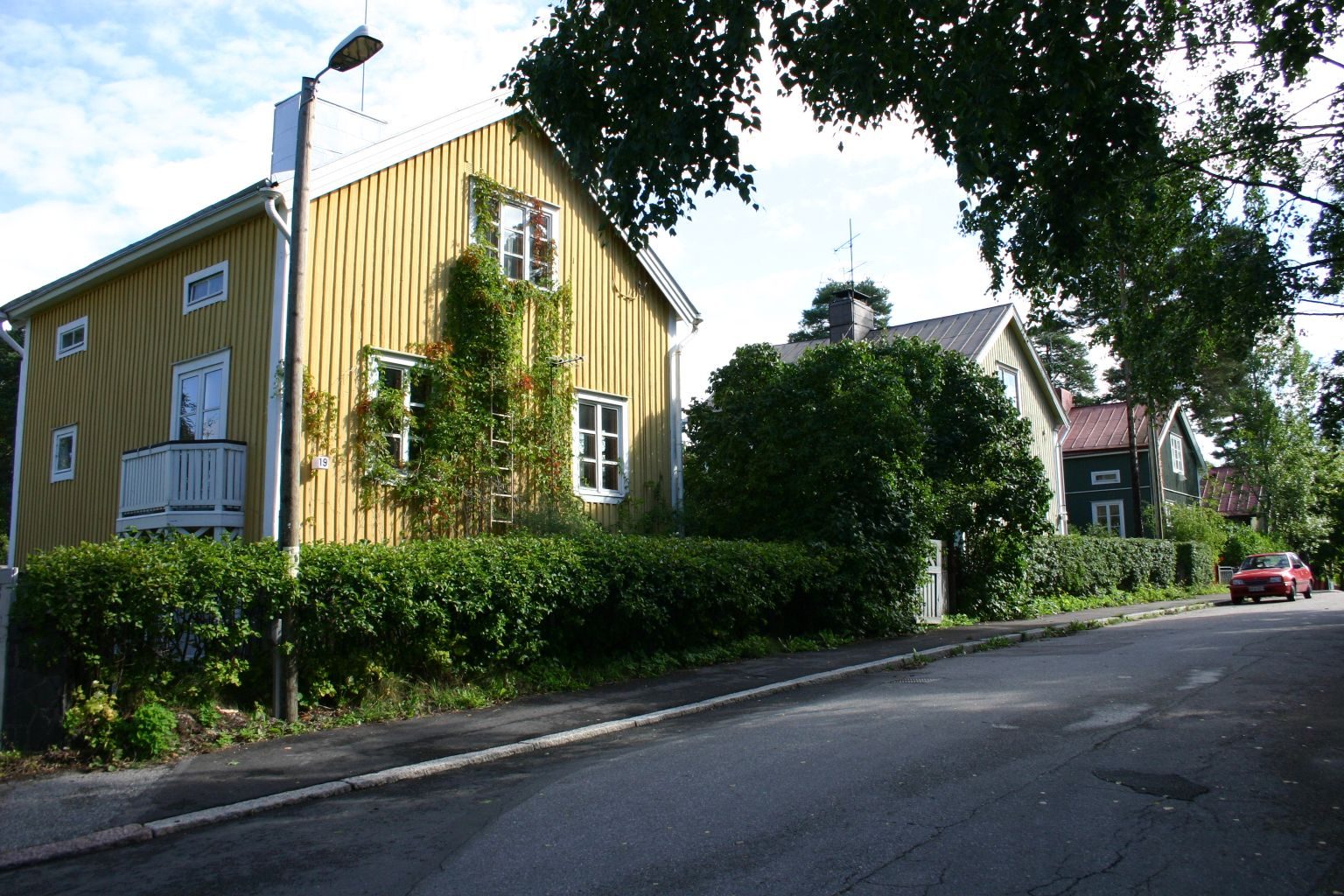
Maisons de Toukola, 2005.
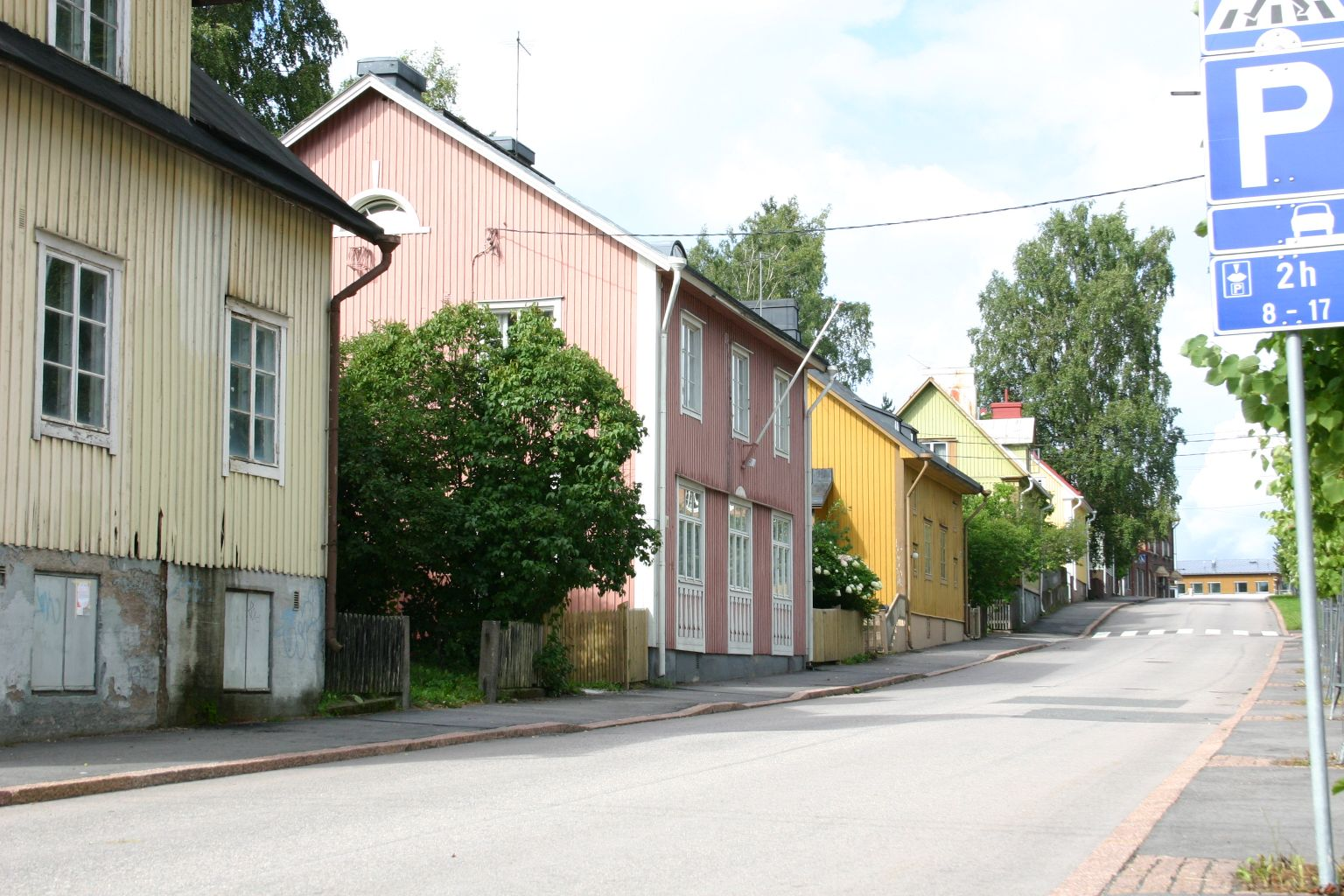
Maisons de Toukola, 2005.